# Lustjärnen (Gåxsjö socken, Jämtland)
Lustjärnen är en sjö i Strömsunds kommun i Jämtland och ingår i Indalsälvens huvudavrinningsområde.